# Pijpbloemapollo
De pijpbloemapollo (Archon apollinus) is een dagvlinder uit de familie Papilionidae (grote pages).
Oudere exemplaren hebben transparante voorvleugels doordat ze naarmate ze ouder worden steeds meer schubben verliezen. 
De rupsen spinnen zich vaak in in bladeren van de pijpbloem. De vliegtijd is van maart tot in april.

## Verspreiding
De pijpbloemapollo komt voor in Noord-Griekenland in de omgeving van Thessalonika en op enkele Griekse eilanden. In de bergen vliegt de vlinder tot een hoogte van 1100 meter. De soort komt verder voor in Bulgarije en van Klein-Azië tot in Irak. De pijpbloemapollo kan worden aangetroffen op warme, beschutte plekken. 

## Waardplanten
De waardplanten zijn diverse Aristolochia-soorten, waaronder Aristolochia clematitis, Aristolochia hastata, Aristolochia parvifolia, Aristolochia poecilanta en Aristolochia scarabidula.

## Video's
- Paring en ei-afzetting van de Pijpbloemapollo
- Vechtgedrag tussen Pijpapollomannetjes en ei-afzetting